# Francis Gastellu
 (mai 2019).
Si vous disposez d'ouvrages ou d'articles de référence ou si vous connaissez des sites web de qualité traitant du thème abordé ici, merci de compléter l'article en donnant les références utiles à sa vérifiabilité et en les liant à la section « Notes et références ».
 (mai 2019).
Francis Gastellu (né le 30 mai 1975) est un patineur artistique français. Il a été 4e aux championnats de France 1996. Actuellement, il est informaticien.

## Biographie

### Carrière sportive de patinage artistique
Il commence à pratiquer le patinage aux clubs de Niort (1984-1986) et de Montpellier (1986-1993), avant d'intégrer le centre national d'entraînement de Champigny-sur-Marne (1993-1998).
Champion de France de la catégorie Espoir 1990, vice-champion Junior en 1992, son meilleur résultat en catégorie Senior est une 4e place lors de l'édition 1996 à la Halle olympique d'Albertville. La saison précédente, il réalisait le premier quadruple boucle piqué de l'histoire du patinage français. Il a aussi patiné à trois épreuves du Grand Prix ISU en 1995 et 1996.
Au cours de sa carrière sportive, la concurrence étant très élevée dans le patinage masculin français, il n'a jamais pu être sélectionné comme titulaire par la FFSG (fédération française des sports de glace) pour les championnats d'Europe (remplaçant en 1996), les championnats du monde ou les Jeux olympiques d'hiver (remplaçant en 1998).

### Reconversion
Il effectue des études d'informatique à l'université Paris VIII. Cela lui permet de devenir ingénieur informatique.
En décembre 1997, Francis Gastellu développe la première version d'un shell de remplacement pour Windows 95 nommé LiteStep, dont le code devient libre sous licence GPL en 1998, et inspire de nombreux projets similaires.
En 1998, il effectue son service militaire au bataillon de Joinville.
En 2000, il est développeur informatique à Neuilly-sur-Seine chez AOL France, puis à San Francisco chez Nullsoft de 2000 à 2004.
Depuis 2009, il pratique le parachutisme à Lasclaveries au sein de l'association Pau Parachutisme Passion.
Depuis mai 2012, il travaille chez Google à Mountain View.

## Palmarès en patinage artistique
| Compétition             | 1993    | 1994    | 1995    | 1996    | 1997    | 1998    |  |  |  |  |  |  |  |  |
| Jeux olympiques d'hiver |         |         |         |         |         |         |  |  |  |  |  |  |  |  |
| Championnats du monde   |         |         |         |         |         |         |  |  |  |  |  |  |  |  |
| Championnats d’Europe   |         |         |         |         |         |         |  |  |  |  |  |  |  |  |
| Championnats de France  | 6e      | 7e      | 5e      | 4e      | 10e     | F       |  |  |  |  |  |  |  |  |
|                         |         |         |         |         |         |         |  |  |  |  |  |  |  |  |
| Grand Prix ISU          | 1992/93 | 1993/94 | 1994/95 | 1995/96 | 1996/97 | 1997/98 |  |  |  |  |  |  |  |  |
| Coupe d'Allemagne       |         |         |         | 8e      | 11e     |         |  |  |  |  |  |  |  |  |
| Trophée de France       |         |         |         | 9e      |         |         |  |  |  |  |  |  |  |  |
| Légende : F = Forfait   |         |         |         |         |         |         |  |  |  |  |  |  |  |  |